# Josefine Hasbo
Josefine Hasbo (Kopenhagen, 20 november 2001) is een voetbalspeelster uit Denemarken. Ze speelt als middenvelder voor Gotham FC in de NWSL.

## Clubcarrière
Hasbo speelde in de jeugd voor Skovlunde IF. In 2018 maakte Hasbo de overstap naar Brøndby IF waarvoor ze tot 52 wedstrijden kwam. In 2021 besloot Hasbo naar de Verenigde Staten te gaan om voor Harvard Crimson aan de Harvard-universiteit te gaan spelen.
Na afgestudeerd te zijn aan de Harvard-universiteit, tekende Hasbo op 10 juni 2025 een contract bij Gotham FC, actief in de NWSL.

## Statistieken
| Seizoen    | Club            | Land             | Competitie      | Wedstrijden | Doelpunten |
| ---------- | --------------- | ---------------- | --------------- | ----------- | ---------- |
| 2018/19    | Brøndby IF      | Denemarken       | Elitedivisionen | 0           | 0          |
| 2019/20    | Brøndby IF      | Denemarken       | Elitedivisionen | 16          | 6          |
| 2020/21    | Brøndby IF      | Denemarken       | Elitedivisionen | 24          | 4          |
| 2021-heden | Harvard Crimson | Verenigde Staten | Ivy League      | 40          | 18         |
| Totaal     | Totaal          | Totaal           | Totaal          | 76          | 18         |

Laatste update: 3 april 2025

## Interlandcarrière
Hasbo werd in 2020 voor het eerst opgeroepen voor het Deens nationaal voetbalelftal. Op 7 maart 2020 maakte Hasbo haar debuut voor Denemarken in het Algarve Cup duel tegen Zweden.
In 2023 werd Hasbo opgeroepen voor het WK 2023. Hasbo kwam alle wedstrijden van Denemarken in actie en werd met haar land uitgeschakeld in de achtste finales tegen Australië.